# Научный приоритет
Приорите́т в науке и технологии означает первенство по времени в получении научных или технологических
результатов, то есть признание того, что некоторое лицо или группа лиц первыми сделали открытие, изобретение или предложили новую научную теорию. Далее для краткости используется термин «открытие», который может означать также изобретение или новую теорию.
Среди независимых первооткрывателей тот, кто опубликует своё открытие первым, является обладателем приоритета, получает всю славу и почести. Эту традицию кратко комментируют афоризмом «опубликуйся или сгинь» (англ. Publish or perish), вторых призов не бывает. Жёсткая конкуренция первооткрывателей может провоцировать приоритетные конфликты или даже плагиат.
Одной из распространённых почестей является присвоение достижению имени первооткрывателя (например, «закон Хаббла»). Особенно это распространено в медицине, где точная терминология крайне громоздка, малопонятна неспециалистам и поэтому в разговорной речи часто заменяется кратким синонимом (например, синдром Дауна, болезнь Альцгеймера).
Наличие приоритета является обязательным требованием для получения патента.

## Приоритетные споры
До появления научных журналов учёные использовали для подтверждения своего приоритета письма к коллегам, которые тщательно датировали и сохраняли, чтобы при необходимости предъявить в качестве доказательства своего приоритета. Иногда, если открытие нуждалось в дальнейшем изучении, чтобы как можно раньше его зафиксировать, использовались латинские анаграммы.
Даже после появления научных журналов доказательство приоритета является непростой проблемой. В истории отмечены множество случаев, когда открытие было ошибочно приписано не тому учёному, который первым его совершил. Широко известен шуточный «закон Стиглера»: «Никакое научное открытие не было названо в честь первооткрывателя» (англ. No scientific discovery is named after its original discoverer). Этот закон подтверждает сам себя, поскольку до Стиглера его сформулировали Роберт Мертон, Карл Бойер и другие. По мнению Мертона, именно одновременные («множественные») открытия разными лицами или группами лиц представляют в наши дни общую закономерность в науке.
Доказано, например, что незаслуженно (не именем первооткрывателя) названы:
- теорема Пифагора — была известна вавилонянам и китайцам задолго до Пифагора[7];
- платоновы тела — теорию правильных многогранников опубликовал Теэтет Афинский, Платон всего лишь придумал мистические связи их с природными стихиями;
- формула Герона — была известна ещё Архимеду[8];
- числа Фибоначчи и треугольник Паскаля — рассматривались индийскими математиками во II веке до н. э.;
- формула Кардано (см. ниже);
- уравнение Пелля — ошибочное название возникло по вине Эйлера, который перепутал Пелла с реальным первооткрывателем, Браункером[9];
- число Эйлера — впервые описано и подсчитано Якобом Бернулли;
- правило Лопиталя — настоящим автором был Иоганн Бернулли;
- ряд Тейлора — задолго до публикаций Брука Тейлора (1715)[10] его ограниченно использовали в Индии (XIV век)[11], а в XVII веке этой техникой владели Грегори и Ньютон;
- схема Горнера — в Европе Паоло Руффини опередил Уильяма Горнера на 15 лет, а китайцам эта методика была известна ещё в XIII веке.
- аксиома Плейфера за 13 столетий до Плейфера была предложена Проклом Диадохом;
- теорема Стокса — названа так потому, что Стокс любил давать эту теорему в качестве задачи своим студентам; впервые теорема обнаружена в письме лорда Кельвина Стоксу[12];
- бактерия сальмонелла — обнаружена не Даниэлем Салмоном, а его ассистентом Теобальдом Смитом, причём первые описания сделаны еще раньше Карлом Эбертом;
- преобразования Лоренца — Джозеф Лармор опубликовал их на 4 года раньше Лоренца[13].

## Наиболее известные споры о научном приоритете

### От древности по XVI век
Сведений о приоритетных спорах в античные времена сохранилось мало. «Начала» Евклида определённо имели предшественников (Пифагор, Фалес Милетский, Евдокс Книдский и другие), однако Евклид ни одного из них не упоминает. Результатами трудов своих предшественников свободно пользовались историки и географы, включая таких известных людей, как Геродот, Диодор Сицилийский и Плутарх.
Американский физик Роберт Рассел Ньютон опубликовал книгу «Преступление Клавдия Птолемея» (1977), в которой обвинил знаменитого древнегреческого астронома Клавдия Птолемея в фальсификации данных и подгонке их под теории, изложенные в «Альмагесте», а также в выдаче достижений Гиппарха за свои. Большинство историков не согласились с этим обвинением.
В 1545 году Никколо Тарталья обвинил Джероламо Кардано в плагиате: последний в трактате «Ars Magna» раскрыл алгоритм решения кубических уравнений, доверенный ему Тартальей в 1539 году под обещание не публиковать. Хотя Кардано не приписывал алгоритм себе и честно сообщил в книге, что авторами являются Сципион дель Ферро и Тарталья, алгоритм ныне известен под незаслуженным названием «формула Кардано».
В конце XVI века возник спор об авторстве гео-гелиоцентрической системы мира; Тихо Браге утверждал, что Николас Реймерс, посетивший Браге в 1584 году, воспринял его идеи и изложил их как собственные в трактате «Fundamentum astronomicum» (1588). Однако нельзя исключить, что оба астронома выдвинули эту идею независимо друг от друга; Реймерс справедливо отметил, что идея гео-гелиоцентрической системы не нова.

### XVII—XVIII века
В 1611 году разгорелся многолетний приоритетный спор о том, кто открыл солнечные пятна. За право считаться их первооткрывателями соперничали Галилео Галилей, Томас Хэрриот, Христофор Шейнер и Йоханнес Фабрициус. Все участники конфликта опубликовали сочинения, где отстаивали свой приоритет, однако спор так и не выявил общепризнанного победителя. Ещё один приоритетный спор у Галилея был с немецким астрономом Симоном Марием, который утверждал, что открыл «галилеевы спутники» на месяц раньше Галилея, и дал им названия, укоренившиеся в науке. Как выяснили историки, первая запись Мария о наблюдении спутников Юпитера сделана на день позже аналогичной записи Галилея, хотя не исключено, что наблюдения велись и раньше.
Труды Декарта вызвали возмущение некоторых (особенно английских) учёных, так как трактаты Декарта по геометрии и оптике (1637 год) составлены так, как будто до него никто на эти темы ничего не писал. Джон Валлис и ряд других учёных обвинили Декарта в плагиате идей других математиков, в частности, Томаса Хэрриота и Альбера Жирара.
В XVII веке множество приоритетных споров вёл Роберт Гук, в том числе:
- с Исааком Ньютоном (оспаривая его приоритет в построении зеркального телескопа и в открытии закона обратных квадратов как основы закона всемирного тяготения);
- с Робертом Бойлем, которого он обвинил в присвоении усовершенствования воздушного насоса;
- с секретарём Королевского общества Генри Ольденбургом, обвинив его в том, что с помощью Ольденбурга Христиан Гюйгенс украл у Гука идею часов со спиральной пружиной.

Все эти обвинения не имели иных последствий, кроме ущерба для репутации Гука.
Широко известен ожесточенный конфликт между Исааком Ньютоном и Готфридом Вильгельмом Лейбницем (XVII век) о приоритете в открытии методов математического анализа; в этот спор были вовлечены даже коронованные особы. Современные историки науки единодушно признают, что оба математика разработали анализ независимо.

### XIX—XX века
В недалёком прошлом французские школьники вместо «закона Ома» (1827 год) изучали «закон Пуйе», поскольку Клод Пуйе открыл этот закон независимо, однако на десять лет позже Ома.
Неевклидову геометрию практически одновременно разработали Карл Фридрих Гаусс (который ничего не публиковал по этой теме), Николай Лобачевский и Янош Бойяи. Никто из них не дожил до торжества своих идей.
В 1846 году коллективными усилиями была открыта планета Нептун. Основной вклад внесли учёные трёх разных стран: Урбен Леверье, Джон Куч Адамс и Иоганн Готтфрид Галле. Сравнительный уровень их заслуг оценивается неоднозначно. Сразу же после открытия вспыхнул ожесточённый спор о приоритете, в котором сами три астронома участия не принимали.
В 1858 году Чарльз Дарвин, работавший над фундаментальным трактатом «Происхождение видов», получил письмо от биолога Альфреда Рассела Уоллеса со статьёй, в которой излагались идеи, аналогичные идеям незаконченной книги Дарвина, хотя и не столь масштабные. Дарвин ускорил подготовку к публикации своей книги и отметил в ней заслуги Уоллеса. Конфликт не состоялся, Уоллес признал преимущества труда Дарвина.
Во второй половине XIX века общеевропейский размах приобрёл спор о том, кто открыл закон сохранения энергии — немец Юлиус фон Майер или англичанин Джеймс Джоуль. В полемику включились такие корифеи науки, как Гельмгольц, Клаузиус, Тэйт, Максвелл и Тиндаль. Этот спор нанёс большой ущерб репутации и состоянию здоровья первооткрывателей.
По числу претендентов на приоритет рекордсменом является спор о том, кто изобрёл радио (начатый в 1898 году). Первую патентную заявку подал итальянец Гульельмо Маркони, в России чествуют Александра Попова, в Германии — Генриха Герца (создателя первого радиопередатчика) и Карла Брауна, во Франции — Эдуарда Бранли (придумавшего когерер, главную часть первых радиоприёмников, и сам термин «радио»), в Великобритании — Оливера Лоджа, в США — Николу Теслу и Дэвида Эдварда Хьюза, в Индии — Джагадиша Чандра Бозе, были и другие претенденты.
Некоторые СМИ рассматривают Альберта Эйнштейна как субъекта ряда приоритетных споров (с Анри Пуанкаре, Давидом Гильбертом и даже с его собственной женой Милевой), хотя реально ни одного из упомянутых споров не возникало; см. подробности в статье: Эйнштейн, Альберт#Мифы и альтернативные версии. Профессиональные физики и историки науки практически единодушно поддерживают приоритет Эйнштейна во всех затронутых вопросах.

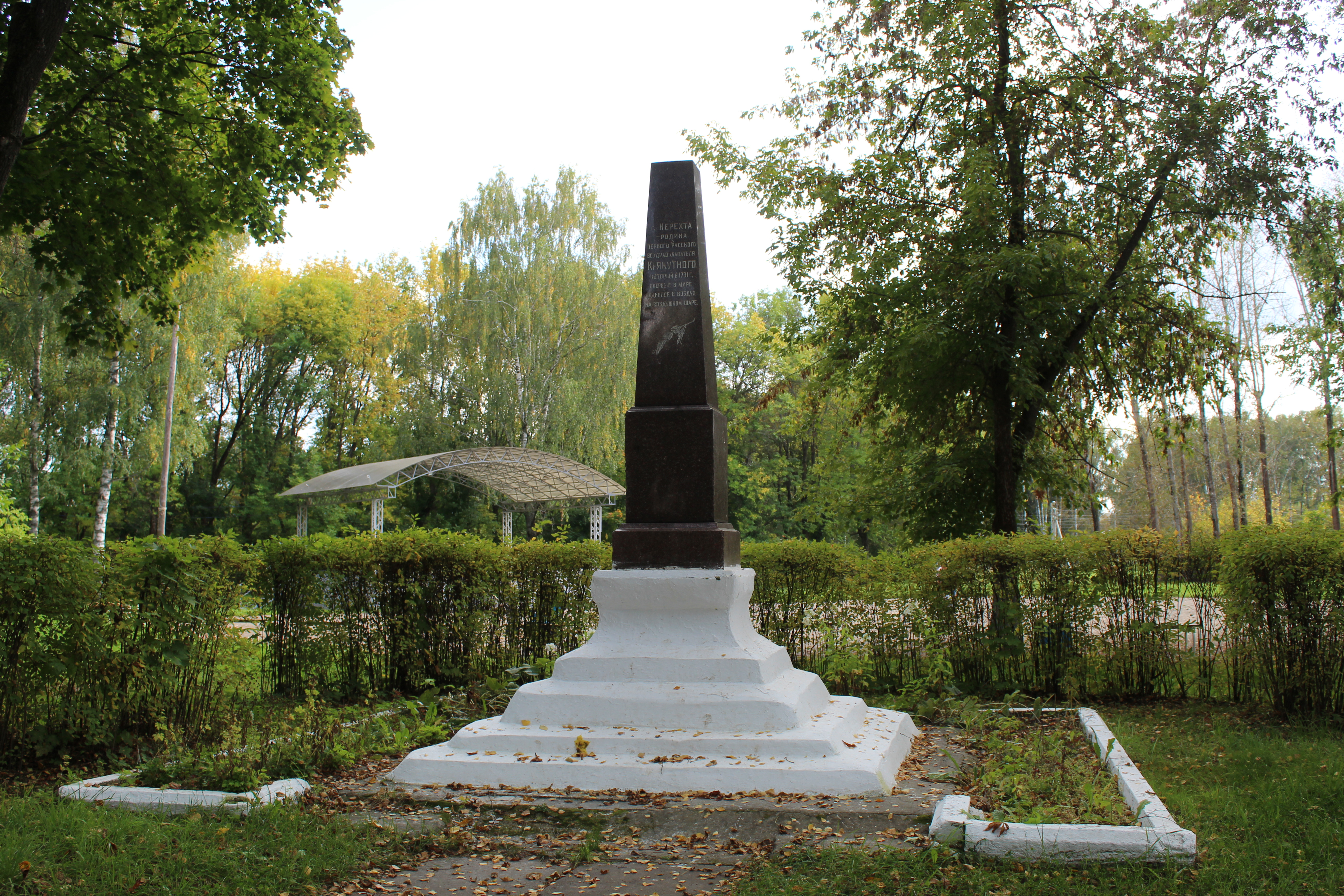
Памятник Крякутному в Нерехте

В СССР в рамках кампании «борьбы с космополитизмом» были выдвинуты необоснованные утверждения о наличии приоритета отечественных учёных и изобретателей в ряде достижений,— например, в создании воздушного шара, велосипеда и паровой машины. М. В. Ломоносов был объявлен  автором закона сохранения массы, хотя он никогда не претендовал на такой приоритет и в своём «Обзоре важнейших открытий» данный закон не упоминал. Современные историки подобные претензии считают безосновательными.